# Musée des Beaux-Arts de Nijni Novgorod
Le musée des Beaux-Arts de Nijni Novgorod (en russe : Нижегородский государственный художественный музей) est l'un des plus anciens musées de Russie, le plus grand des musées des beaux-arts de l'oblast de Nijni Novgorod. Le musée a ouvert ses portes le 25 juin 1896 (7 juillet dans le calendrier grégorien) et est devenu l'un des premiers à être accessible à tout le monde dans la province russe.
Aujourd'hui, le musée est situé à Nijni Novgorod, dans deux immeubles classés patrimoine d'importance fédérale :
- La maison du Gouverneur, dans le Kremlin de Nijni Novgorod (corpus n°3)
- La maison du marchand Sirotkine, située quai supérieur de la Volga n°3.

Dans l'ancien hôtel particulier Roukavichnikov au n° 7 du même quai se trouve une filiale du musée.

## Histoire de la fondation du musée

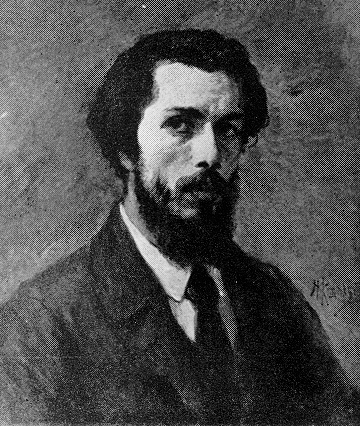
Nikolaï Kochelev

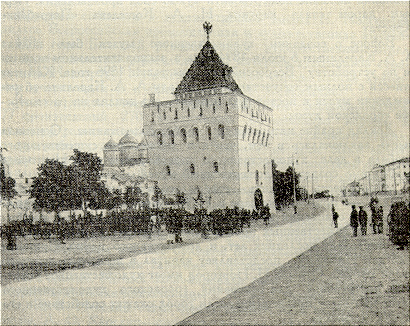
La tour Dimitrievskaïa à l'époque de l'ouverture du musée

Le musée de Nijni Novgorod est l'un des premiers musées publics de Russie. Les initiateurs en ont été le professeur de l'académie des beaux-arts Nikolaï Kochelev et le fils du célèbre photographe Andreï Kareline, le peintre Andreï Kareline, ainsi que des membres de l'intelligentsia locale.
C'est la douma de la ville qui le 14 juillet 1894 a voté un décret décidant la création du musée. L'ouverture du musée était programmée pour la tenue de l'[[:Exposition de toute la Russie de 1896}|Exposition de toute la Russie de 1896]] (en) qui s'est ouverte le 25 juin 1896 (7 juillet dans le calendrier grégorien). Parmi les premiers visiteurs du musée se trouvaient le tsar Nicolas II et son épouse Alexandra.
Le musée a ouvert ses portes à la tour Dimitrievskaïa, qui se trouve dans l'enceinte du kremlin de Nijni Novgorod.

## Collections
La base des collections du musée a été constituée par des tableaux offerts par Nikolaï Kochelev et Andreï Kareline et d'autres artistes de Moscou et Nijni Novgorod : Ilia Répine, Constantin Makovski, Andreï Riabouchkine, Alekseï Bogolioubov, Vassili Mate. Ont été également donnés au musée, en provenance de l'académie, des tableaux de Carl Wenig, Arseni Mechtcherski, Pavel Ossipovitch Kovalevski et Andreï Kareline.
Après la révolution d'Octobre des œuvres ont été confiées au musée provenant des nationalisations au détriment des aristocrates et propriétaires bourgeois.
Maxime Gorki a joué un grand rôle dans la formation des collections du musée, puisqu'il a donné au musée des tableaux de Nicolas Roerich, Mikhaïl Nesterov, Boris Koustodiev.
Aujourd'hui, le musée compte plus de 12 000 œuvres d'art provenant de Russie et de l'étranger (iconographie, peinture, dessin, sculpture, arts décoratifs, art populaire), d'importance tant nationale que mondiale.
La collection d'art russe ancien comprend des icônes du XIVe siècle au XIXe siècle, des dentelles, des objets en argent, des livres miniatures. L'art décoratif et l'art appliqué sont représentés par des maîtres de Khokhloma, et de la peinture de Gorodets (peinture de Gorodets (en)).
Les peintres russes des xviiie et xixe siècles sont la fierté du musée : Fedor Rokotov, Karl Brioullov, Alekseï Savrassov, Ivan Chichkine, Ilia Répine, Isaac Levitan, Philippe Maliavine, Constantin Korovine, Valentin Serov, Nicolas Roerich, Boris Koustodiev ; mais aussi les œuvres de maîtres de l'avant-garde russe : Michel Larionov, Nathalie Gontcharova, Olga Rozanova, Kasimir Malevitch, Vassily Kandinsky ; et encore les œuvres de peintres contemporains.
Les collections d'art occidental comprennent des œuvres du XVe siècle au début du XXe siècle provenant d'Italie, d'Allemagne, de France, de Hollande, des Flandres, d'Angleterre. Parmi celles-ci, des tableaux des Italiens Giuseppe Maria Crespi et Bernardo Bellotto, du Français Jean-François Millet, de l'Allemand Lucas Cranach l'Ancien, des Flamands et Hollandais Jan Victors, David Teniers le Jeune, Jacob Jordaens, des gravures européennes des xviie et xviiie siècles, de la porcelaine de Saxe, de Vienne et d'Angleterre du XVIIIe siècle ainsi que de la manufacture de Sèvres.

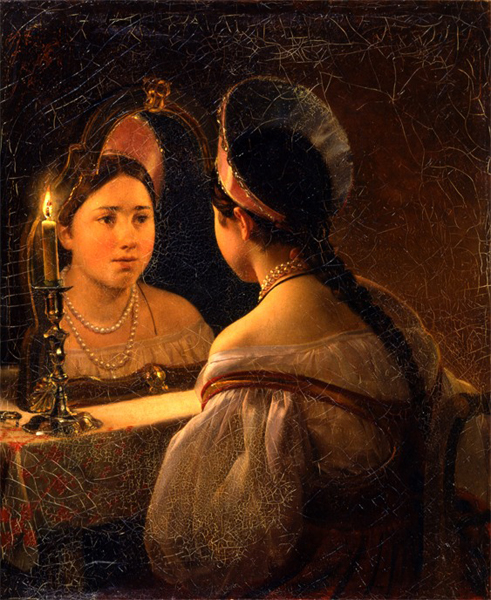
La devineresse Svetlana (1836), Karl Brioullov
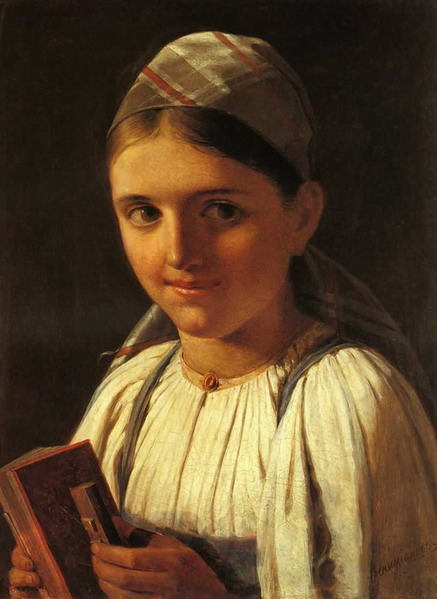
Jeune fille à l'harmonica (1840), Alexeï Venetsianov
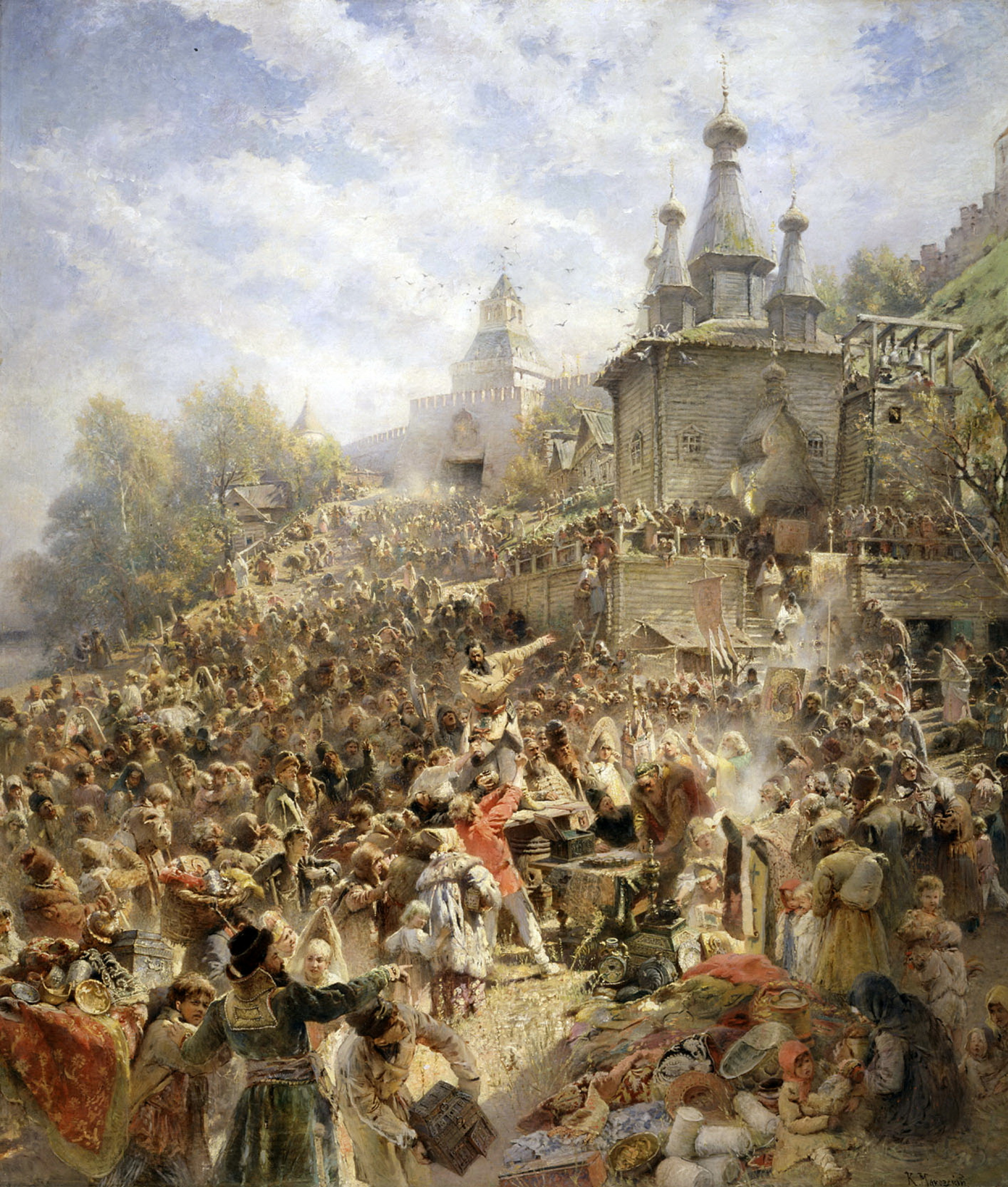
L'Appel de Minine (1896), Constantin Makovski